# Inha Babakova
Inha Babakova (Turkmenistán, 26 de junio de 1967) es una importante atleta nacida en Turkmenistán y nacionalizada ucraniana, especialista en la prueba de salto de altura, en la que ha logrado ser campeona mundial en 1999.

## Carrera deportiva
Su más importante triunfo deportivo en la medalla de oro ganada en el mundial de Sevilla 1999, quedando por delante de las rusas Yelena Yelesina y Svetlana Lapina; pero además ha conseguido otras medallas como el bronce en el mundial de Tokio 1991 —cuando aún representaba a la Unión Soviética—, las platas de Edmonton 2001 y Atenas 1997, o los bronces de Gotemburgo 1995 y las Olimpiadas de Atlanta 1996.